# Rouvignies
Rouvignies település Franciaországban, Nord megyében. Lakosainak száma 658 fő (2022. január 1.). Rouvignies Hérin, Wavrechain-sous-Denain, Haulchin és Prouvy községekkel határos.

## Népesség
A település népessége az elmúlt években az alábbi módon változott:
| Lakosok száma | 687  | 673  | 666  | 655  | 650  | 655  | 660  | 657  | 658  |
|               | 2013 | 2015 | 2016 | 2017 | 2018 | 2019 | 2020 | 2021 | 2022 |